# Hella S. Haasse
Hella (Hélène Serafia) Haasse (Batavia, današnja Jakarta, 2. veljače 1918.) je jedna od najvažnijih suvremenih nizozemskih spisateljica. Često je zovu Velikom starom damom nizozemske književnosti.
Veliki dio njenog opusa čine povijesni romani. Ali piše i eseje, autobiografske tekstove, kratke priče itd. Radnja nekih njenih djela, kao što je i njen debi Oeroeg, je smještena u Nizozemsku Istočnu Indiju (područje Indonezije), gdje je i sama rođena i živjela prvih 20 godina života. Pisala je tekstove i knjige o svom životu u Istočnoj Indiji, kao Krassen op een rots (1970). Istočna Indija nastavlja igrati važnu ulogu u njenim romanima, primjerice u romanu Sleuteloog (2000), koji ima istu temu kao i Oeroeg: je li prijateljstvo između nizozemskog i indonezijskog djeteta moguće i mogu li se zaista razumjeti?
Haasse je vrlo cijenjena od čitateljstva ali i kritike. Dobitnica je prestižnih De Constantijn Huygens Prijs (1981.) i De P. C. Hooft Prijs (1984.). U ožujku 2007. Haasse se ponovno našla u vijestima, naime, čisteći svoju kuću pronašla je izgubljeni rukopis romana napisanog još 1950. godine.
Već rano u svom životu doživjela je međunarodno priznanje, osobito u Francuskoj (gdje je živjela dosta godina). Ona je Officier dans l’Ordre de la Légion d’Honneur.